# Jürgen Echternach

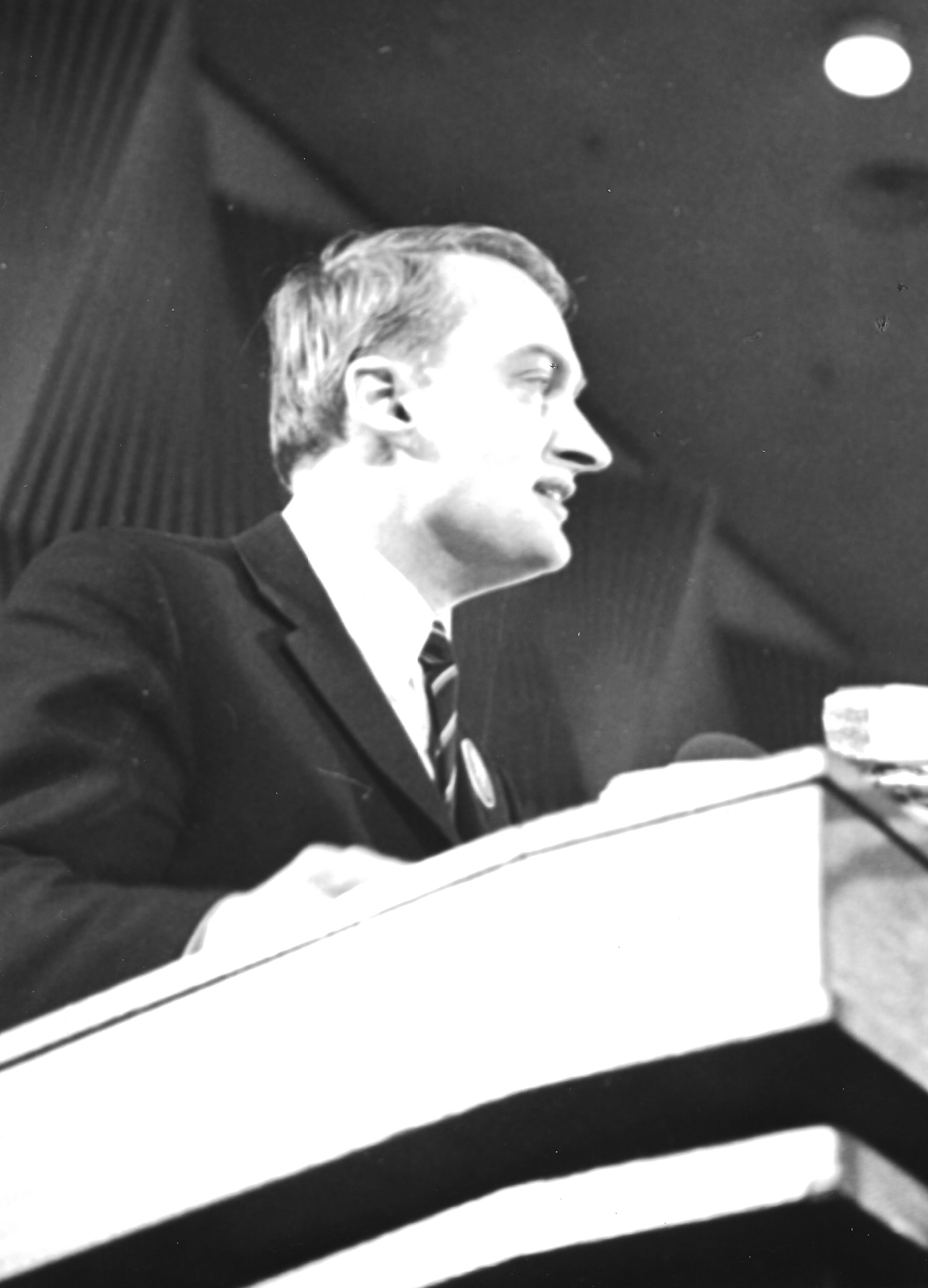
Jürgen Echternach 1971

Jürgen Echternach, né le 1er novembre 1937 à Lauenburg (Lebork, en Pologne) et mort le 4 avril 2006 à Hambourg, est un homme politique allemand.